# 天水之乱
天水之戰是三国时期於228年春季在中国西北地区所爆发的戰役。蜀汉军队在丞相诸葛亮率领下北伐，计划夺取敌国曹魏的战略城市长安。漢军一度取得南安、天水及安定三郡的支持，但不久後因街亭之战的挫敗被張郃進一步平定而失去。

## 背景
在汉中的战事会议上，诸葛亮提出於左翼以优势兵力夺取渭河河谷上游的天水、安定、南安、祁山，進而夺取长安。

## 過程
228年春，诸葛亮扬言要经斜谷进军攻取郿。他派镇东将军赵云、扬武将军邓芝为疑兵，作威胁郿、攻取冀城状。魏大将军曹真率本部军阻止他们。诸葛亮亲自率军围祁山，行伍齐整，赏罚整肃，号令严明。南安、天水、安定三郡皆叛离曹魏而轉投诸葛亮，关中震动。魏帝曹亲自坐镇长安监督防御。曹真守郿对抗赵云，同时左将军张郃率马步军共5万人西进对抗诸葛亮主力大军。
此时魏中郎将姜维等人随长官天水太守马遵在郊区巡逻，马遵害怕姜维等人和蜀军串通，趁夜遁去上邽。而姜维等人发现时为时已晚，當回到上邽时被拒之门外，于是姜维和功曹梁绪、主簿尹赏、主记梁虔等轉投诸葛亮。
事实上在天水没有战事，而是只有響應，周边地区很快投降蜀汉，因此汉军得以稳步进军。另一方面，南安漢軍則攻略隴西，然而隴西太守楚得到官民人心，一同堅守，也派長史馬顒出門設陣擊鼓，同時勸止了南安漢軍進攻而保住隴西，直到曹魏援軍到來的時候，諸葛亮軍才撤出隴西。
隨後诸葛亮派参军马谡帶軍到要地街亭迎敌，但被张郃重挫，迫使诸葛亮下令撤回蜀汉境内。同时，奉诸葛亮命迎战曹真的赵云、邓芝因军力不足而在箕谷战败，但收敛部众避免了大败，赵云率部撤退。后张郃平定起事响应诸葛亮的三郡，重归曹魏的掌控。

## 後續
隨著諸葛亮軍退隴西之後，天水太守馬遵和南安太守受到重罰。另一方面，游楚和其手下因為堅守隴西而受到封賞。

## 戰役人物
|  | - 蜀漢軍 - 諸葛亮 - 趙雲 - 鄧芝 | - 曹魏軍 - 曹 - 曹真 - 張郃 - 馬遵，天水太守 - 姜維（投降） - 尹賞（投降） - 梁緒（投降） - 梁虔（投降） - 上官子脩（投降） - 郭淮 - 楚，隴西太守 - 馬顒 |

## 演义
在明朝的罗贯中历史小说《三国演义》第九十二和九十三回中，姜维是诸葛亮继续北伐的原因之一，在姜维与赵云快速交战后，让姜维归汉也成为诸葛亮的一个目的。诸葛亮派赵云当先，在一场小规模战斗和一些筹划后亲临战阵。战斗期间，姜维长官马遵怀疑姜维通敌。姜维在天水城外时，马遵关闭城门不让姜维进入，姜维无奈叛投诸葛亮。